# Liste der Kulturdenkmale in Brokdorf
In der Liste der Kulturdenkmale in Brokdorf sind alle Kulturdenkmale der schleswig-holsteinischen Gemeinde Brokdorf (Kreis Steinburg) aufgelistet (Stand: 9. Juni 2025).

## Legende
In den Spalten befinden sich folgende Informationen:
- Objekt-ID: die Nummer des Kulturdenkmales
- Lage: die Adresse des Kulturdenkmales und die geographischen Koordinaten. Kartenansicht, um Koordinaten zu setzen. In der Kartenansicht sind Kulturdenkmale ohne Koordinaten mit einem roten Marker dargestellt und können in der Karte gesetzt werden. Kulturdenkmale ohne Bild sind mit einem blauen Marker gekennzeichnet, Kulturdenkmale mit Bild mit einem grünen Marker.
- Offizielle Bezeichnung: Bezeichnung des Kulturdenkmales
- Beschreibung: die Beschreibung des Kulturdenkmales
- Bild: ein Bild des Kulturdenkmales

## Sachgesamtheiten
| Objekt-ID      | Lage                                        | Offizielle Bezeichnung  | Beschreibung | Bild                             |
| -------------- | ------------------------------------------- | ----------------------- | --- | -------------------------------- |
| 41017 Wikidata | Kirchducht 12 (53° 51′ 41″ N, 9° 19′ 46″ O) | Kirche St. Nikolaus     | Aktualisierung vorgesehen - Begründung: geschichtlich, künstlerisch, städtebaulich, Kulturlandschaft prägend - Schutzumfang: Kirche St. Nikolaus mit Ausstattung, Kirchhof, Grabmale bis 1870, Baumreihe zur Dorfstraße                                                                                    | weitere Fotos \| Fotos hochladen |
| 53599          | Siethwende 26 (53° 53′ 18″ N, 9° 17′ 48″ O) | Hofanlage Siethwende 26 | Hofanlage Siethwende 26; 18. Jh.; Hofstelle bestehend aus einem Barghus und einer Bargscheune in Ziegelbauweise sowie einem Backhaus und den Resten des historischen Hofgrabens - Schutzumfang: Barghus, Bargscheune, Backhaus, Graben - Begründung: Geschichtlich, Kulturlandschaftlich, Wissenschaftlich | BW                               |

## Bauliche Anlagen
| Objekt-ID     | Lage                                        | Offizielle Bezeichnung              | Beschreibung | Bild                             |
| ------------- | ------------------------------------------- | ----------------------------------- | --- | -------------------------------- |
| 6 Wikidata    | Hafenducht 3 (53° 51′ 56″ N, 9° 18′ 50″ O)  | Wohnhaus                            | Das Reetgedeckte Wohnhaus wurde 1624 gebaut. Es diente vielen Familien als Wohn- aber ebenso als Gewerbehaus (Branntweinbrennerei am Hafen, Reichspostamt, Zweigstelle der Holsteinischen Bank und von 1822 bis 1957 als Kolonialwarenladen). Die jetzigen Inhaber erwarben und renovierten es 1979. Im Inneren befinden sich eine gut erhaltene Döns mit Delfter Wandfliesen und Alkoven sowie Originalholzeinbauten und Verzierungen sowie ein Bilegger-Ofen. Alteintragung (Aktualisierung vorgesehen) - Begründung: Alteintragung (Aktualisierung vorgesehen) - Schutzumfang: Alteintragung (Aktualisierung vorgesehen) - Denkmaltyp: Bauliche Anlage | Fotos hochladen                  |
| 3968 Wikidata | Kirchducht 12 (53° 51′ 41″ N, 9° 19′ 46″ O) | Kirche St. Nikolaus mit Ausstattung | Alteintragung (Aktualisierung vorgesehen) - Begründung: geschichtlich, künstlerisch, städtebaulich - Schutzumfang: gesamtes Objekt - Denkmaltyp: Bauliche Anlage, Sachgesamtheit: Kirche St. Nikolaus | weitere Fotos \| Fotos hochladen |
| 15614         | Siethwende 24 (53° 53′ 22″ N, 9° 18′ 14″ O) | Barghus                             | Barghus; 1573 (d), Gulfkonstruktion nach 1675(d); eingeschossiger Ziegelbau, Achterhus unter reetgedecktem Walmdach, Vörhus mit zwei Satteldachausbauten, Bargkonstruktion aus zwei Stühlen; Warft mit Graben und Baumreihe - Schutzumfang: Barghus, Warft, Graben, Baumreihe - Begründung: Geschichtlich, Kulturlandschaftlich, Wissenschaftlich | BW                               |
| 9329          | Siethwende 26 (53° 53′ 17″ N, 9° 17′ 48″ O) | Barghus                             | Barghus; 18. Jh.; reetgedecktes ehem. Wohn- und Wirtschaftsgebäude mit Halbwalm und Eulenluke an den Hauptgiebeln, im Inneren Gulfkonstruktion aus zwei Stühlen; Backhaus und Graben - Schutzumfang: Barghus, Backhaus, Graben - Begründung: Geschichtlich, Kulturlandschaftlich, Wissenschaftlich - Teil der Sachgesamtheit 53599 Hofanlage Siethwende 26 | BW                               |

## Gründenkmale
| Objekt-ID      | Lage                                        | Offizielle Bezeichnung | Beschreibung | Bild            |
| -------------- | ------------------------------------------- | ---------------------- | --- | --------------- |
| 19700 Wikidata | Kirchducht 12 (53° 51′ 40″ N, 9° 19′ 46″ O) | Kirchhof               | Alteintragung (Aktualisierung vorgesehen) - Begründung: geschichtlich, Kulturlandschaft prägend - Schutzumfang: Kirchhof, Grabmale bis 1870, Baumreihe zur Dorfstraße - Denkmaltyp: Gründenkmal, Sachgesamtheit: Kirche St. Nikolaus | Fotos hochladen |

## Quelle
- Liste der Kulturdenkmale in Schleswig-Holstein – Kreis Steinburg

- Karte mit allen Koordinaten:
- OSM |
- WikiMap